# Mattias Claesson
Mattias Claesson (né le 26 juillet 1986) est un athlète suédois spécialiste du 800 mètres.

## Biographie
Il se révèle durant la saison 2005 en remportant les Championnats d'Europe juniors de Kaunas. Quatrième du relais 4 × 400 m lors des Mondiaux indoor 2006, il se classe cinquième des Championnats d'Europe en salle 2007.
Le 8 mars 2009, aux Championnats d'Europe en salle de Turin, Mattias Claesson monte sur la troisième marche du podium du 800 m, derrière le Russe Yuriy Borzakovskiy et l'Espagnol Luis Alberto Marco.

### Palmarès
| Date | Compétition                    | Lieu       | Place |
| ---- | ------------------------------ | ---------- | ----- |
| 2005 | Championnats d'Europe juniors  | Kaunas     | 1er   |
| 2007 | Championnats d'Europe en salle | Birmingham | 5e    |
| 2009 | Championnats d'Europe en salle | Turin      | 3e    |

### Records
| Épreuve    | Épreuve      | Performance   | Lieu      | Date            |
| ---------- | ------------ | ------------- | --------- | --------------- |
| 800 mètres | En plein air | 1 min 46 s 36 | Oslo      | 3 juillet 2009  |
| 800 mètres | En salle     | 1 min 47 s 39 | Stockholm | 20 février 2007 |